# Asia (Kanone)

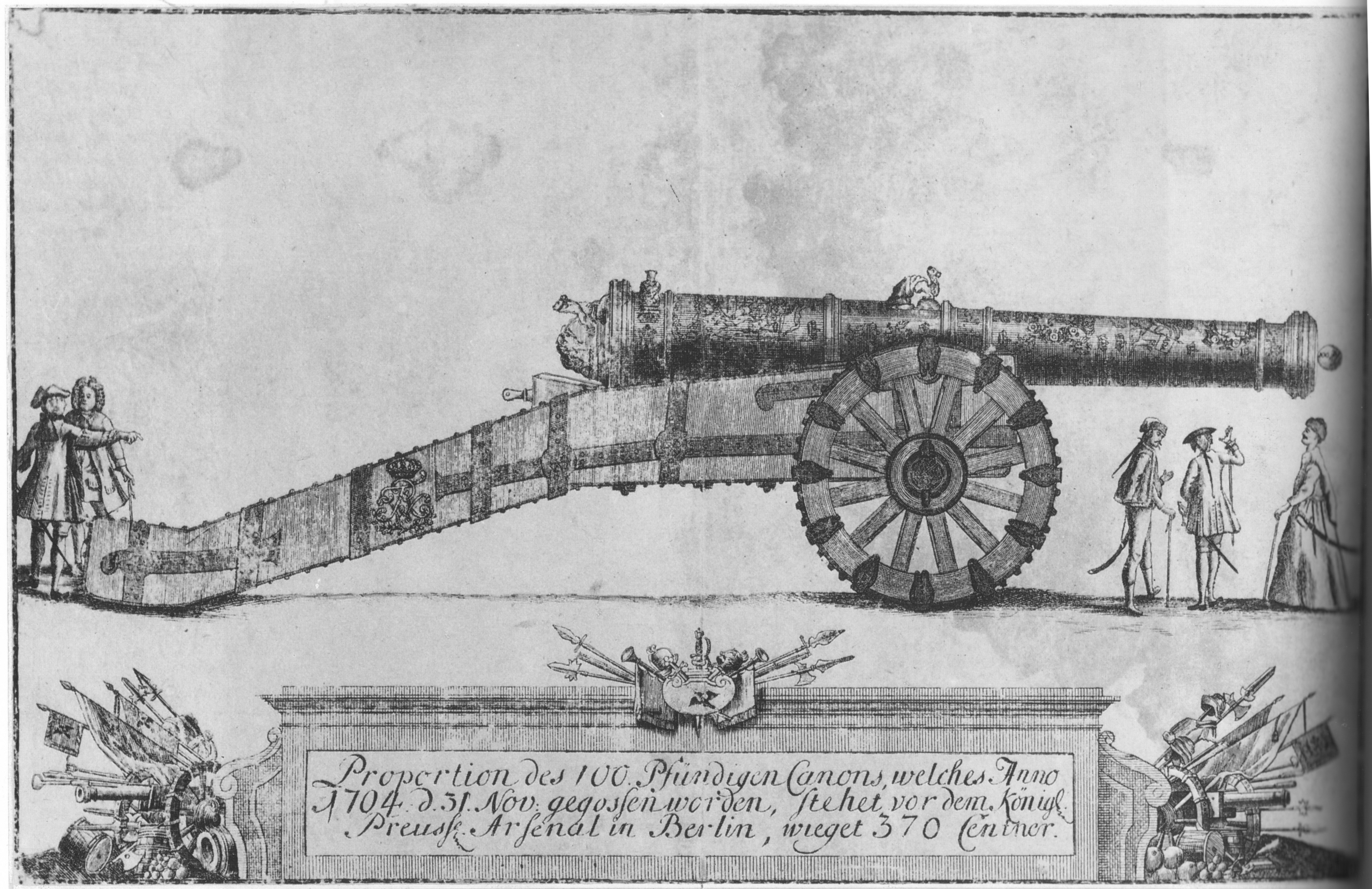
Die Asia

Die Asia und ihr nie vollendetes Schwestergeschütz Europa waren zwei preußische Riesenkanonen des 18. Jahrhunderts.

## Daten
Die Asia wog 370 preußische Zentner (19,04 metrische Tonnen). Das Gewicht ihrer Kugeln machte sie zu einem 100-Pfünder, wenn sie auch niemals tatsächlich Geschosse feuerte. Die Herstellungskosten beliefen sich auf 17.828 Taler.

## Entstehung

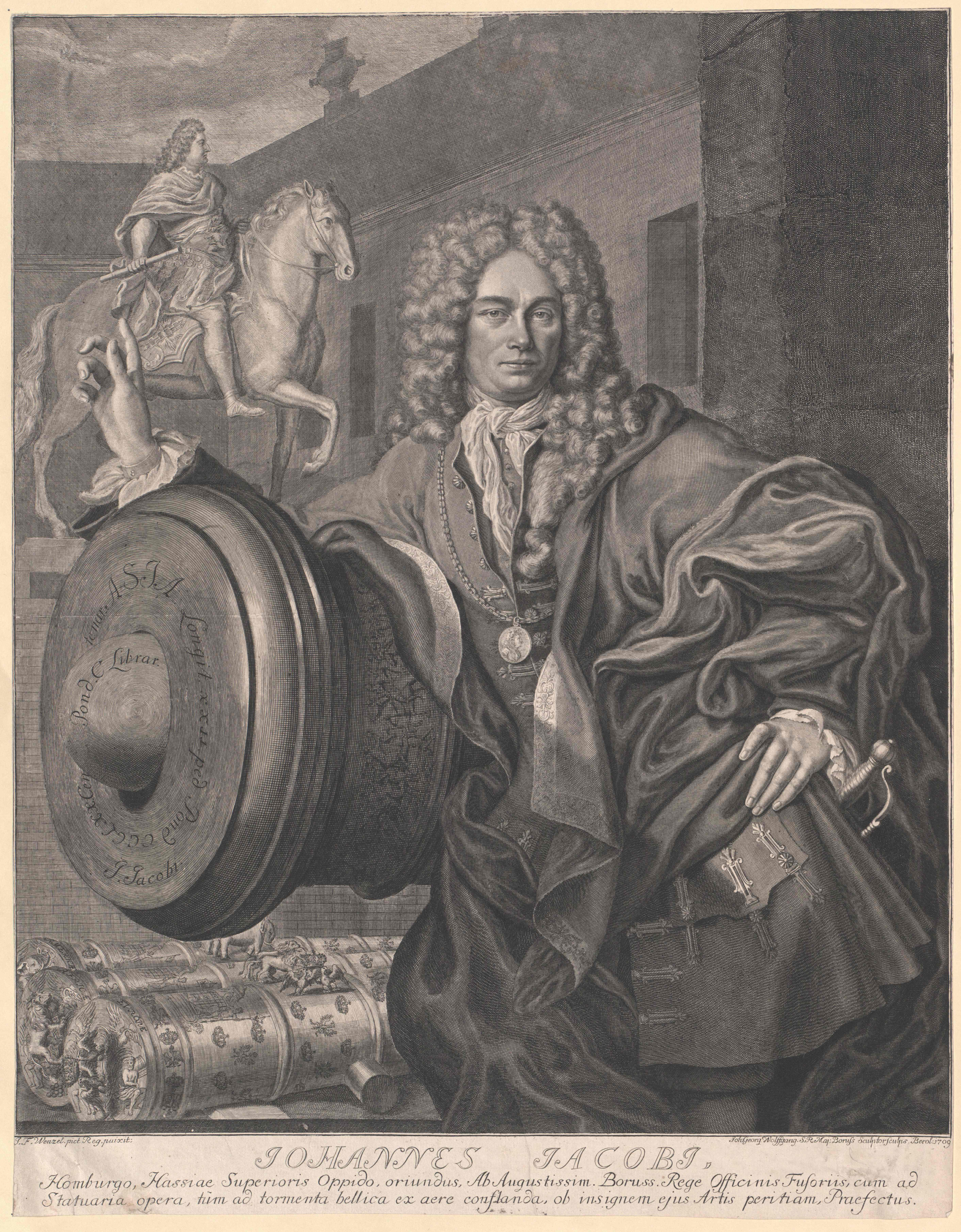
Johann Jacobi an der Mündung der Asia. Im Hintergrund das gleichfalls von ihm gegossene Reiterstandbild des Großen Kurfürsten.

Im Zuge der Errichtung des Berliner Zeughauses Ende des 17. Jahrhunderts wurde als besondere Ausschmückung vorgesehen, an den vier Ecken des Bauwerks kolossale, aufwendig gestaltete Bronzegeschütze aufzustellen, die nach den damals bekannten Kontinenten Asia, Europa, America und Africa benannt sein sollten. Die Herstellung wurde dem Oberinspektor der königlichen Hof- und Artilleriegießerei Johann Jacobi übertragen, der auch das von Andreas Schlüter entworfene Reiterstandbild des Großen Kurfürsten (heute im Schloss Charlottenburg) goss. Schlüter oblag ebenfalls die Gestaltung der vier Geschütze.
Die dokumentierten Vorarbeiten zum Guss dieser Kanonen begannen 1696, allerdings verzögerte sich die Herstellung des ersten Geschützes Asia bis 1704, und erst 1706 konnte die fertiggestellte Kanone vor dem Zeughaus aufgestellt werden. Das Schwestergeschütz Europa blieb ein unvollendeter Rohguss und wurde bereits 1713 wieder eingeschmolzen. Aus ihrer Bronze wurden vier 24-Pfünder gefertigt.

## Verbleib
Die Asia, ein reines Schaugeschütz ohne jeden praktischen artilleristischen Wert, stand 40 Jahre lang vor dem Zeughaus, bis Friedrich II. am 11. Februar 1744 durch Kabinettsorder befahl, die nutzlose Riesenkanone einzuschmelzen.